# Psychotria wurdackii
Psychotria wurdackii är en måreväxtart som beskrevs av Julian Alfred Steyermark. Psychotria wurdackii ingår i släktet Psychotria och familjen måreväxter. Inga underarter finns listade i Catalogue of Life.